# Distrito de Bilibinsky
El distrito de Bilibinsky es un distrito en el extremo noreste de Rusia, ubicado en un área de tundra forestal, en la cuenca del río Kolimá, en el oeste del distrito autónomo de Chukotka.
Al oeste, el distrito limita con la república de Sajá (Yakutia), al suroeste con el óblast de Magadán, al sur con el krai de Kamchatka, al este con los distritos de Anádyr y Tchaoun del distrito autónomo de Chukotka. El norte del distrito está bañado por el mar de Siberia Oriental.
Su ciudad más grande es Bilibino.

## Demografía
Población: 7,866 (censo de 2010); 8,820 (censo de 2002); 27,847 (censo de 1989).La población de Bilibino representa 70.0 % de la población total del distrito.

## Recursos
El distrito es rico en recursos minerales. Tiene depósitos de mineral, oro, plata y platino. También importantes reservas de estaño, zinc, cobre, antimonio, tungsteno, mercurio, plomo y carbón. Se cree que hay más de 30 minerales diferentes que incluyen pirita de cobre, bornita y molibdenita.
Los principales sectores de empleo son la minería y la generación de energía. A nivel agrícola, predominan el pastoreo de renos y la pesca.

## Transporte
Los principales modos de transporte son el servicio aéreo durante todo el año y la navegación en el mar de Siberia entre julio y noviembre.
La navegación se realiza principalmente por los ríos Omolon y Maly Anyui.
El desarrollo económico del municipio Bilibino en 2009 se basó principalmente en la implementación de proyectos nacionales prioritarios y los principales objetivos designados en el mensaje del Presidente de la Federación de Rusia y el Gobernador de la región.

## Administración
El distrito está dirigido por un presidente de distrito designado por 5 años por el gobernador de Chukotka.
El actual presidente del distrito es Ivan Volkov desde 2013. Ivan Volkov es también presidente del Parlamento de Chukotka.
Por lo general, en la práctica, el presidente del distrito de Bilibino es también el presidente del parlamento regional.

### Situación administrativa y municipal
En el marco de las divisiones administrativas, el distrito de Bilibinsky es uno de los seis del okrug autónomo. La ciudad de Bilibino sirve como su centro administrativo. El distrito no tiene divisiones administrativas de nivel inferior y tiene jurisdicción administrativa sobre una ciudad, cuatro asentamientos de tipo urbano y cinco localidades rurales.
Como división municipal, el distrito se incorpora como Distrito Municipal de Bilibinsky y se divide en un asentamiento urbano y cuatro asentamientos rurales.

### Localidades habitadas
| Asentamientos urbanos | Población | Hombres      | Mujeres      | Localidades habitadas en jurisdicción                                             |
| --- | --------- | ------------ | ------------ | --------------------------------------------------------------------------------- |
| Bilibino(Билибино) | 5842      | 2894 (49.5%) | 2948 (50.5%) | - ciudad de Bilibino (centro administrativo del distrito ) - pueblo de Keperveyem |
| Asentamientos rurales | Población | Hombres      | Mujeres      | Localidades rurales en su jurisdicción*                                           |
| Anyuysk (Анюйск) | 480       | 240 (50.0%)  | 240 (50.0%)  | - pueblo de Anyuysk                                                               |
| Ilirney (Илирней) | 287       | 152 (53.0%)  | 135 (47.0%)  | - pueblo de Ilirney                                                               |
| Omolon (Омолон) | 873       | 453 (51.9%)  | 420 (48.1%)  | - pueblo de Omolon                                                                |
| Ostrovnoye (Островное) | 384       | 183 (47.7%)  | 201 (52.3%)  | - pueblo de Ostrovnoye                                                            |
| Localidades habitadas en liquidación |           |              |              |                                                                                   |
| - asentamiento de tipo urbano de Aliskerovo - asentamiento de tipo urbano de Dalny - asentamiento de tipo urbano de Vesenny - asentamiento de tipo urbano de Vstrechny |           |              |              |                                                                                   |

- Fuente de división :[5]
- Fuente de población:[6]

* Los centros administrativos aparecen en negrita